# Milenium chrztu Polski

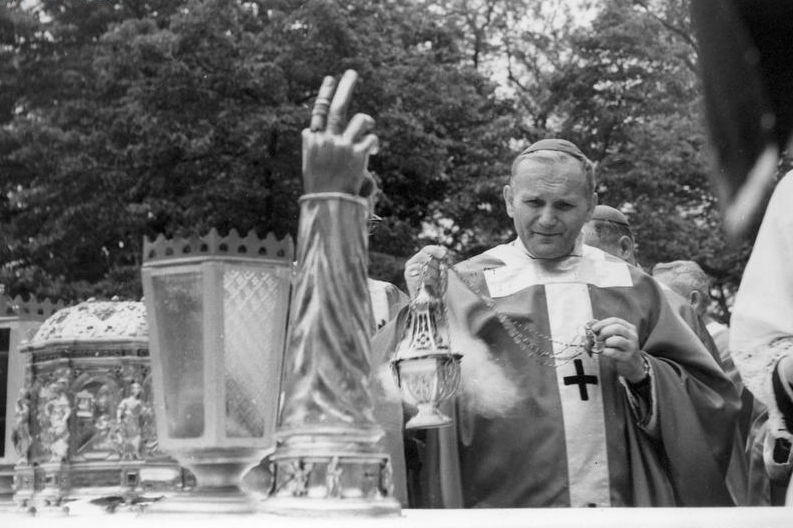
Metropolita krakowski ks. arcybiskup Karol Wojtyła okadza ołtarz z relikwiami podczas uroczystej mszy św. koncelebrowanej w Krakowie (8 maja 1966)

Milenium chrztu Polski (łac. Sacrum Poloniae Millenium) – religijne uroczystości związane z 1000. rocznicą chrztu Polski mające miejsce w 1966 roku.

## Działania
Milenium poprzedzała Wielka Nowenna, odprawiana przez dziewięć kolejnych lat w latach 1957-1966. Inicjatorem milenium chrztu Polski był kardynał Stefan Wyszyński. Dokonano wówczas odnowienia aktu zawierzenia Matce Boskiej i powierzenia narodu polskiego pod jej opatrzność na kolejne 1000 lat. Centralne uroczystości odbyły się w Częstochowie na Jasnej Górze 3 maja 1966. Władza ludowa nie zezwoliła na przyjazd do Polski papieża Pawła VI.
Okrągłą rocznicę postanowiono wykorzystać propagandowo. Kościół planował obchody milenium chrztu Polski, a władza ludowa Tysiąclecie Państwa Polskiego. Obie strony uznały to za dobre pole do walki o rząd dusz .